# NGC 133
NGC 133 (ook wel OCL 296) is een open sterrenhoop in het sterrenbeeld Cassiopeia die op ongeveer 1174 lichtjaren afstand van de Aarde staat.
Daar de helderste sterren van deze open sterrenhoop uit slechts vier exemplaren bestaan, en bovendien, vanaf de Aarde gezien, zich als een rijtje vertonen, is NGC 133 tevens een telescopisch asterisme.
NGC 133 werd op 4 februari 1865 ontdekt door de Duits-Deense astronoom Heinrich Louis d’Arrest.